# Episodi di Big Love (prima stagione)
La prima stagione della serie televisiva Big Love è stata trasmessa negli Stati Uniti dal 12 marzo al 4 giugno 2006 su HBO.
In Italia è andata in onda dal 13 novembre 2006 al 29 gennaio 2007 sul canale satellitare Fox Life.
| nº | Titolo originale     | Titolo italiano         | Prima TV USA   | Prima TV Italia  |
| -- | -------------------- | ----------------------- | -------------- | ---------------- |
| 1  | Pilot                | Grande amore            | 12 marzo 2006  | 13 novembre 2006 |
| 2  | Viagra Blue          | La pillola blu          | 19 marzo 2006  | 20 novembre 2006 |
| 3  | Home Invasion        | La festa di Wayne       | 26 marzo 2006  | 27 novembre 2006 |
| 4  | Eclipse              | Malumore in famiglia    | 2 aprile 2006  | 4 dicembre 2006  |
| 5  | Affair               | Un nuovo amore          | 9 aprile 2006  | 11 dicembre 2006 |
| 6  | Roberta's Funeral    | Mogli in crisi          | 16 aprile 2006 | 18 dicembre 2006 |
| 7  | Eviction             | Lo sfratto              | 23 aprile 2006 | 25 dicembre 2006 |
| 8  | Easter               | Pasqua con chi vuoi...  | 30 aprile 2006 | 1º gennaio 2007  |
| 9  | A Barbecue for Betty | Un barbeque per Betty   | 7 maggio 2006  | 8 gennaio 2007   |
| 10 | The Baptism          | Il battesimo di Margene | 14 maggio 2006 | 15 gennaio 2007  |
| 11 | Where There's a Will | Le ultime volontà       | 21 maggio 2006 | 22 gennaio 2007  |
| 12 | The Ceremony         | Mamma dell'anno         | 4 giugno 2006  | 29 gennaio 2007  |